# Patinage de vitesse sur piste courte aux Jeux olympiques de 2018 - 1 500 mètres hommes
Navigation
Sotchi 2014 Pékin 2022
L'épreuve masculine du 1 500 mètres de patinage de vitesse sur piste courte aux Jeux olympiques de 2018 a lieu le 10 février 2018 au Palais des glaces de Gangneung.

## Médaillés
| Or                         | Argent                   | Bronze                          |
| Lim Hyo-jun (Corée du Sud) | Sjinkie Knegt (Pays-Bas) | Semen Elistratov (Russie (OAR)) |

## Résultats

### Qualifications
Q — qualifié pour les demi-finales
ADV — avancé
PEN — pénalité
| Rang | Série | Patineur               | Nationalité     | Temps          | Notes |
| ---- | ----- | ---------------------- | --------------- | -------------- | ----- |
| 1    | 1     | Sándor Liu Shaolin     | Hongrie         | 2 min 12 s 835 | Q     |
| 2    | 1     | Samuel Girard          | Canada          | 2 min 12 s 923 | Q     |
| 3    | 1     | Semen Elistratov       | Russie (OAR)    | 2 min 13 s 087 | Q     |
| 4    | 1     | Hiroki Yokoyama        | Japon           | 2 min 13 s 323 |       |
| 5    | 1     | Ward Pétré             | Belgique        | 2 min 17 s 362 |       |
| -    | 1     | Farrell Treacy         | Grande-Bretagne | -              | DNF   |
| Rang | Série | Athlète                | Nationalité     | Temps          | Notes |
| 1    | 2     | Charles Hamelin        | Canada          | 2 min 12 s 130 | Q     |
| 2    | 2     | Jens Almey             | Belgique        | 2 min 12 s 998 | Q     |
| 3    | 2     | Aaron Tran             | États-Unis      | 2 min 14 s 133 | Q     |
| 4    | 2     | Andy Jung              | Australie       | 2 min 16 s 995 | ADV   |
| 5    | 2     | Han Tianyu             | Chine           | 2 min 38 s 865 | ADV   |
| -    | 2     | Yuri Confortola        | Italie          | -              | PEN   |
| Rang | Série | Athlète                | Nationalité     | Temps          | Note  |
| 1    | 3     | Hwang Dae-heon         | Corée du Sud    | 2 min 15 s 561 | Q     |
| 2    | 3     | Itzhak de Laat         | Pays-Bas        | 2 min 15 s 691 | Q     |
| 3    | 3     | Wu Dajing              | Chine           | 2 min 15 s 823 | Q     |
| 4    | 3     | Tommaso Dotti          | Ialie           | 2 min 16 s 177 |       |
| 5    | 3     | Pascal Dion            | Canada          | 2 min 16 s 856 | ADV   |
| 6    | 3     | Choe Un-song           | Corée du Nord   | 2 min 18 s 823 |       |
| Rang | Série | Athlète                | Nationalité     | Temps          | Note  |
| 1    | 4     | Lim Hyo-jun            | Corée du Sud    | 2 min 13 s 891 | Q     |
| 2    | 4     | Sébastien Lepape       | France          | 2 min 13 s 965 | Q     |
| 3    | 4     | Shaoang Liu            | Hongrie         | 2 min 14 s 160 | Q     |
| 4    | 4     | Denis Nikisha          | Kazakhstan      | 2 min 14 s 847 |       |
| 5    | 4     | Maksim Siarheyeu       | Biélorussie     | 2 min 15 s 242 |       |
| -    | 4     | Kazuki Yoshinaga       | Japon           | -              | PEN   |
| Rang | Série | Athlète                | Nationalité     | Temps          | Note  |
| 1    | 5     | Seo Yi-ra              | Corée du Sud    | 2 min 18 s 750 | Q     |
| 2    | 5     | Roberto Puķītis        | Lettonie        | 2 min 18 s 825 | Q     |
| 3    | 5     | J.R. Celski            | États-Unis      | 2 min 19 s 028 | Q     |
| 4    | 5     | Keita Watanabe         | Japon           | 2 min 19 s 205 |       |
| 5    | 5     | Csaba Burján           | Hongrie         | 2 min 19 s 284 |       |
| 6    | 5     | Aleksandr Shulginov    | Russie (OAR)    | 2 min 19 s 308 |       |
| Rang | Série | Athlète                | Nationalité     | Temps          | Note  |
| 1    | 6     | John-Henry Krueger     | États-Unis      | 2 min 15 s 671 | Q     |
| 2    | 6     | Thibaut Fauconnet      | France          | 2 min 15 s 768 | Q     |
| 3    | 6     | Sjinkie Knegt          | Pays-Bas        | 2 min 15 s 949 | Q     |
| 4    | 6     | Pavel Sitnikov         | Russie (OAR)    | 2 min 33 s 653 |       |
| 5    | 6     | Xu Hongzhi             | Chine           | 2 min 35 s 641 | ADV   |
| 6    | 6     | Nurbergen Zhumagaziyev | Kazakhstan      | 3 min 4 s 850  |       |

### Demi-finales
QA — qualifié pour la finale A
QB — qualifié pour la finale B
ADV — avancé
PEN — pénalité
| Rang | Série | Patineur           | Nationalité  | Temps          | Notes |
| ---- | ----- | ------------------ | ------------ | -------------- | ----- |
| 1    | 1     | Semen Elistratov   | Russie (OAR) | 2 min 11 s 003 | QA    |
| 2    | 1     | Charles Hamelin    | Canada       | 2 min 11 s 124 | QA    |
| 3    | 1     | Seo Yi-ra          | Corée du Sud | 2 min 11 s 126 | QB    |
| 4    | 1     | Roberto Puķītis    | Lettonie     | 2 min 11 s 165 | QB    |
| 5    | 1     | Andy Jung          | Australie    | 2 min 11 s 183 |       |
| 6    | 1     | Samuel Girard      | Canada       |                | ADV   |
|      | 1     | J.R. Celski        | États-Unis   |                | PEN   |
| 1    | 2     | Sjinkie Knegt      | Pays-Bas     | 2 min 11 s 900 | QA    |
| 2    | 2     | Thibaut Fauconnet  | France       | 2 min 12 s 049 | QA    |
| 3    | 2     | Pascal Dion        | Canada       | 2 min 12 s 640 | QB    |
| 4    | 2     | Aaron Tran         | États-Unis   | 2 min 13 s 487 | QB    |
| 5    | 2     | Sándor Liu Shaolin | Hongrie      | 2 min 45 s 709 | ADV   |
| 6    | 2     | Jens Almey         | Belgique     |                |       |
|      | 2     | John-Henry Krueger | États-Unis   |                | PEN   |
| 1    | 3     | Lim Hyo-jun        | Corée du Sud | 2 min 11 s 389 | QA    |
| 2    | 3     | Hwang Dae-heon     | Corée du Sud | 2 min 11 s 469 | QA    |
| 3    | 3     | Itzhak de Laat     | Pays-Bas     | 2 min 11 s 781 | ADV   |
| 4    | 3     | Han Tianyu         | Chine        | 2 min 11 s 827 | QB    |
| 5    | 3     | Sébastien Lepape   | France       | 2 min 11 s 967 |       |
| 6    | 3     | Xu Hongzhi         | Chine        | 2 min 19 s 310 |       |
|      | 3     | Shaoang Liu        | Hongrie      |                | PEN   |
|      | 3     | Wu Dajing          | Chine        |                | PEN   |

### Finales

#### Finale A
| Rang | Patineur           | Nationalité  | Temps          | Notes |
| ---- | ------------------ | ------------ | -------------- | ----- |
| 1    | Lim Hyo-jun        | Corée du Sud | 2 min 10 s 485 |       |
| 2    | Sjinkie Knegt      | Pays-Bas     | 2 min 10 s 555 |       |
| 3    | Semen Elistratov   | Russie (OAR) | 2 min 10 s 687 |       |
| 4    | Samuel Girard      | Canada       | 2 min 11 s 176 |       |
| 5    | Sándor Liu Shaolin | Hongrie      | 2 min 11 s 520 |       |
| 6    | Itzhak de Laat     | Pays-Bas     | 2 min 12 s 362 |       |
| 7    | Thibaut Fauconnet  | France       | 2 min 53 s 150 |       |
| 8    | Hwang Dae-heon     | Corée du Sud | DNF            |       |
| 9    | Charles Hamelin    | Canada       |                | PEN   |

#### Finale B
La finale B attribue les places 10 à 14.
PEN — pénalité
| Rang | Patineur        | Pays         | Temps          | Notes |
| ---- | --------------- | ------------ | -------------- | ----- |
| 1    | Han Tianyu      | Chine        | 2 min 26 s 281 |       |
| 2    | Seo Yi-ra       | Corée du Sud | 2 min 26 s 346 |       |
| 3    | Pascal Dion     | Canada       | 2 min 26 s 412 |       |
| 4    | Roberto Puķītis | Lettonie     | 2 min 26 s 525 |       |
| 5    | Aaron Tran      | États-Unis   | 2 min 27 s 127 |       |